# جامعة أرسطو
جامعة أرسطو (باليونانية: Αριστοτέλειο Πανεπιστήμιο Θεσσαλονίκης)‏ أو جامعة سالونيك، هي جامعة تقع في سالونيك في اليونان. تأسست عام 1925 وكانت مكونة بالأصل من ثماني كليات: اللاهوت، الفلسفة، الحقوق والاقتصاد، الفيزياء، والرياضيات، الزراعة والأحراش، الطب، البيطرة، الهندسة. وهي سادس أقدم جامعة ومن بين أفضل مؤسسات التعليم العالي في اليونان.
سميت الجامعة على اسم الفيلسوف أرسطو، وتعتبر أكبر جامعة في اليونان وفي البلقان ويغطي حرمها الجامعي مساحة 230,000 متر مربع، مع وجود مرافق تعليمية وإدارية في أماكن أخرى.
منذ عام 2014، بلغ عدد من الطلاب المسجلين في الجامعة 40.000 طالب نشط (منهم 31,000 على مستوى البكالوريوس و 9,000 في برامج الدراسات العليا منهم 3,952 على مستوى الدكتوراه) وفيها 2,366 عضو هيئة تدريس. يتكون الجهاز الإداري من 400 موظف دائم و 528 موظفًا من المقاولين يتم التعاقد معهم من قبل الجامعة.
لغة التدريس هي اللغة اليونانية، على الرغم من وجود برامج في اللغات الأجنبية ودورات للطلاب الدوليين والتي يتم تدريسها باللغة الإنجليزية و‌الفرنسية و‌الألمانية و‌الإيطالية.

## التاريخ
أفتتحت جامعة أرسطو أبوابها لأول مرة بعد عام من تأسيسها ( أي سنة 1926). كان جورجيوس تشاتزيداكيس أول رئيس للجامعة والثاني كان كريستوس تسونتاس.
من أجل تلبية احتياجات ومتطلبات ذلك العصر، تم التركيز بشكل خاص على تطوير العلوم الإنسانية. فكانت كلية الفلسفة هي الأولى التي فتحت أبوابها في عام 1926. في البداية كانت الكلية موجودة في مبنى "Allatini" (الذي أصبح اليوم مقر لإقليم سلانيك اليوناني) . تبين لاحقا أن الموقع يمثل مشكلة فتم في أكتوبر 1927 نقل كلية الفلسفة إلى مبنى أكبر يقع في أحد شوارع مقاطعة سلانيك ، كان هذا المبنى سابقا يضم المستشفى العسكري الثاني. تم إصلاح المبنى وإضافة طابق ثالث . واليوم يعتبر هو المبنى التاريخي للجامعة ويضم جزءًا من كلية الفلسفة.
افتحت كلية الفيزياء والرياضيات أبوابها في عام 1927. وفي وقت لاحق، تم فصل (مدرسة الأحراش) التي كانت تتبع للكلية ودمجها مع (مدرسة الزراعة) لتشكل المدرستان كلية الزراعة والاحراش التي تم إنشاؤها حديثًا وفتحت أبوابها في عام 1937. افتتحت كلية الحقوق والاقتصاد أبوابها في عام 1928 ، في حين تم إنشاء كلية الطب وكلية اللاهوت لاحقًا في عام 1941. تأسست كلية الطب البيطري في عام 1950 ، ومعهد اللغات الأجنبية في عام 1951 ، وكلية الهندسة في عام 1955 ، ومدرسة طب الأسنان في عام 1959 كجزء من كلية الطب
في عام 1982 ، صدر المرسوم رقم 1268 التي ينص على هيكلة وتشغيل معاهد التعليم العالي اليونانية، فتم بناءا على هذا المرسوم إعادة هيكلة كاملة لجامعة أرسطو في سالونيك ، فصار فيها الكليات المستقلة التالية : كلية اللاهوت، كلية الفلسفة، كلية العلوم، كلية الحقوق والاقتصاد، كلية العلوم الجيوتقنية، كلية العلوم الصحية، وكلية الهندسة.
تأسست كلية التربية عام 1983 ، وكلية الفنون الجميلة عام 1984 ، والمدرسة المستقلة للتربية البدنية وعلوم الرياضة عام 1983 ، والمدرسة المستقلة للصحافة والإعلام الجماهيري عام 1991. وتأسست كلية التربية في فلورينا عام 1993 والتي أصبحت اليوم جزء من جامعة مقدونيا الغربية. تم دمج مدارس جديدة في الكليات الموجودة سابقا مثل دمج كلية العلوم السياسية مع كلية الحقوق والاقتصاد والعلوم السياسية، ودمج كلية علم النفس مع كلية الفلسفة، ودمج كلية المعلوماتية مع كلية العلوم. ومن بين المدارس الجديدة أنشأت المدارس المستقلة التالية: مدرسة هندسة إدارة موارد الطاقة في كوزاني (1999) ، وكلية دراسات البلقان (1999) وكلية التعليم (1993) في مدينة فيريا التي أصبحت جزء من جامعة غرب مقدونيا اعتبارًا من 1 يناير 2004.
تم إنشاء مدرستين جديدتين في عام 2004: 1) مدرسة الدراسات السينمائية وهي جزء من كلية الفنون الجميلة، 2) كلية التخطيط الحضري الإقليمي وهندسة التنمية في مدينة فيريا ، وهي جزء من كلية الهندسة. قرر مجلس الجامعة لاحقا إلغاء كلية العلوم الصحية وكلية العلوم الجيوتقنية، وتنظيم مدارسهما في كليات مدرسة واحدة. احتفظت كلية الصيدلة فقط بوضعها كمدرسة مستقلة.

## معرض صور

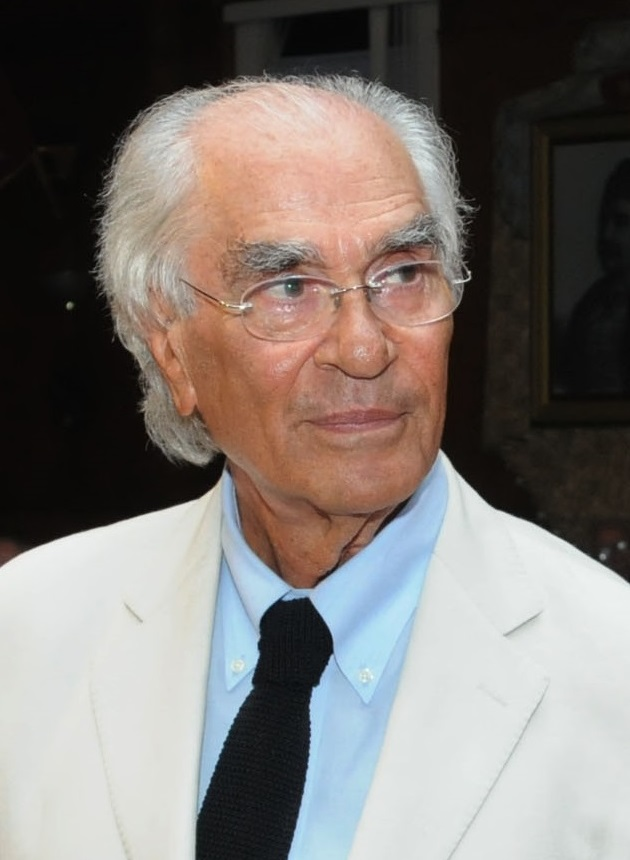
أستاذ الفلسفة اليوناني ، كريستوس ياناراس
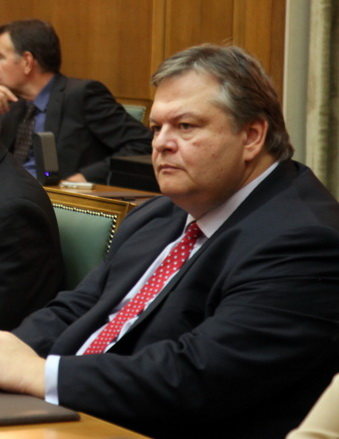
إيفانجيلوس فينيزيلوس ، وزير الدفاع الوطني
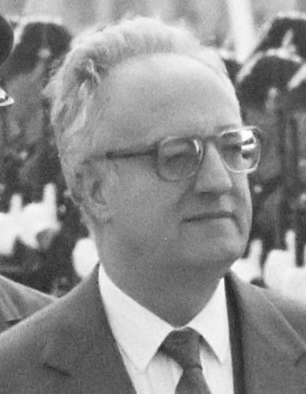
الرئيس اليوناني في زيارة للجامعة سنه 1989

## وصلات خارجية
- موقع الجامعة